# Roca Castellana (Montferrer i Castellbò)
La Roca Castellana és una muntanya de 1.628 metres que es troba al municipi de Montferrer i Castellbò, a la comarca de l'Alt Urgell.